# Шимширика
Шимширика или жути шипак, жута шиба, жутика, дивљи шимшир, жута шимширика, кисели трн (лат. Berberis vulgaris), разгранати је листопадни жбун из истоимене породице (Berberidaceae).
Порекло имена:
- рода према Берберији из које је плод шимширике пренет у Африку;
- врсте од лат. vulgaris = обичан.

## Опис биљке
Расте као листопадни разгранати жбун чије стабло може да достигне висину око 3 m, гране су углавном усправне, покривено је трновима и испод коре је жуто. Кора је глатка, светлосива до сивосмеђа. Трнови могу да буду трокраки или петокраки и настали су преображајем листова. Остали листови су елиптични, кожасти, сакупљени у свежњеве, а по ивици фино назубљени. Чврсти су, са лисном дршком, елиптично обрнуто јајасти. На врху су листови шиљати, ређе заобљени и длакави. Дужине су 3 до 6 cm. Цвасти су висећи гроздови изграђени од шесточланих, двополних цветова чији су чашични и крунични листићи жути. Чашичних листића има шест и распоређени су у два пршљена који лако опадају, круничних има такође шест, жути су и дужине 5-7mm, јајастог облика, и сваки при основи носи по две нектарије. Прашника има шест, распоређени су у два пршљена и при додиру належу унутрашњом страном на плодник. Прашнички конци су широки, поленове кесице су окренуте ка унутрашњости цвета, са две коморе које се отварају поклопцима. Имају један тучак који је кратак, надцветан, са широким, пљоснатим жигом. Плод је дугуљаста, црвена јестива бобица киселкастог укуса. Дужине је 1 cm и у унутрашњости су смештена 2-3 семена богата ендоспермом.

## Станиште
Распрострањена је све до 1.200 m н. в. претежно по терену богатом кречњаком, на осунчаним и стеновитим просторима, као и у зони жбунова и шипражја, у боровим шумама, у спрату жбуња, у заједницама Carpinetum orientalis srerbicum Rud. em Jov., Eryngio — Syringetum vulgaris Diklić, Humileto — Pinetum nigrae Jov., Fageto — Hyrcaneto — Colurnetum Jov. Распрострањена је скоро у целој Европи, осим у северној Скандинавији, северној Русији, Грчкој и Турској. Јавља се и на Кавказу.

## Хемијски састав дроге
Као дрога се користе скоро сви делови биљке:
- плодови (Berberidis fructus)
- корен (Berberidis radix)
- кора (Berberidis cortex).

У свим биљним органима установљени су поједини састојци:
- изохинолински алкалоиди (до 8%): берберин, бербамин, винетин и палмитин, у свим органима а посебно у обојеној кори;
- антрахинонски деривати, којих има у корену;
- органске киселине (око 6%), шећери (око 5%), пектин, гума и др. присутни у плодовима.

## Употреба
Плод, бобица, пријатног укуса, богата је јабучном киселином, а употребљава се за прављење сирупа и компота. Из коре и дрвета добија се жута боја берберин којом се могу да боје кожа и вуна. Кора стабла и корена садржи већи број алкалоида.
Шимширика се користи код болести жучних путева јер олакшава излучивање жучи, спречава упале, појаву песка и камена у жучним путевима. У облику капи, чији је главни састојак берберин, смирује упаљену вежњачу ока и очне капке. Поред тога може се давати и против повраћања.
Условно је нешкодљива, што значи да је треба користити само у прописаним дозама и под контролом стручњака.

## Галерија
- украсна, гајена
- цвасти